# كارلو أنطونيو مارتيني
كارلو أنطونيو مارتيني (بالألمانية: Karl Anton von Martini) (و. 1726 – 1800 م) هو محامي، ومؤلف، وأستاذ جامعي من أرشدوقية النمسا، توفي في فيينا، عن عمر يناهز 74 عاماً.

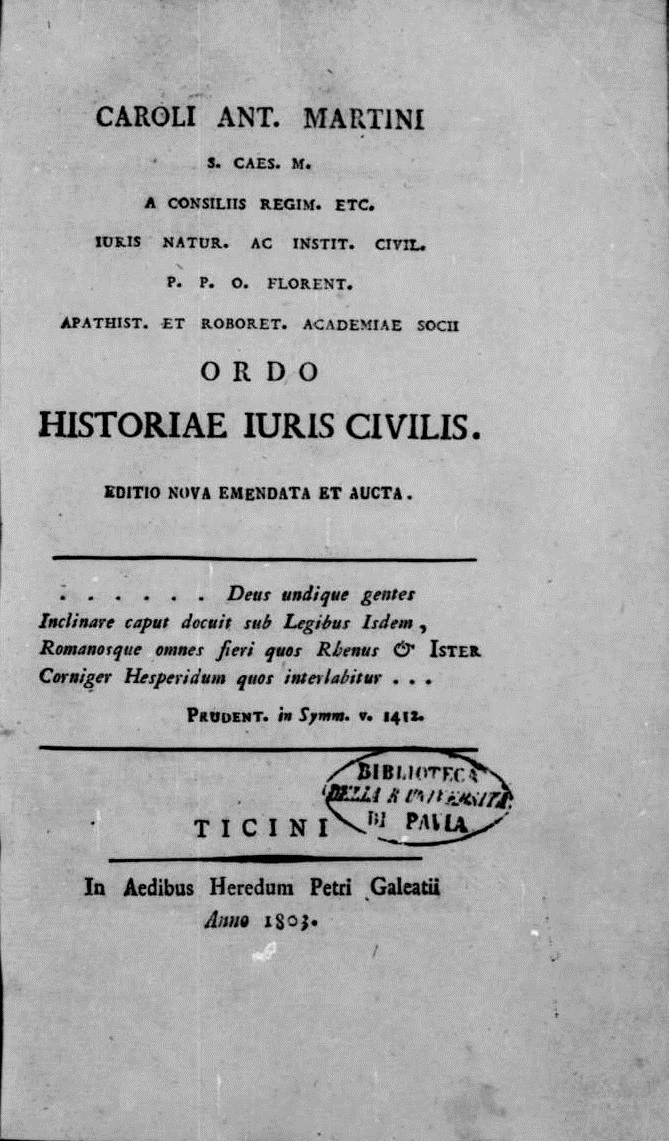
Ordo historiae iuris civilis, 1803

## التعليم
تعلم في جامعة إنسبروك.